# 1400 Тірела
1400 Тірела (1400 Tirela) — астероїд головного поясу, відкритий 17 листопада 1936 року.
Тіссеранів параметр щодо Юпітера — 3,117.